# Acid ricinoleic
Acidul ricinoleic (IUPAC: acid 12-hidroxi-9-cis-octadecenoic) este un acid gras de tipul omega-9.  Este un component major al uleiului obținut din semințele plantei de ricin (Ricinus communis L., Euphorbiaceae). Aproximativ 90% din conținutul de acizi grași din uleiul de ricin este triglicerida formată de acidul ricinoleic, având numele de ricinoleină.